# Adama Roamba
Adama Roamba, né en 1969 et à Oumé en Côte d'Ivoire, est un réalisateur et producteur burkinabé. Il se fait connaître grâce à ses courts métrages Garba, Mouka, et Source d'histoire (2003), qui remporte le prix du meilleur court métrage au Fespaco en 2003. Parmi ses œuvres les plus notables figurent les séries télévisées Petit Sergent et Célibatorium.

## Biographie
Adama Roamba naît en 1969 à Oumé, en Côte d’Ivoire. Il entreprend sa formation à la télévision nationale du Burkina Faso.Par la suite, il affine son savoir-faire en tant qu'assistant auprès de cinéastes renommés tels que Raymond Tiendrebéogo, Issa Traoré, Dani Kouyaté, Gaston Kaboré et Issiaka Konaté. En 2003, il est admis au sein du Conservatoire Libre du Cinéma Français.

## Carrière
Il commence sa carrière cinématographique en 1994 avec son premier documentaire, Reflet d'une vivacité culturelle. Dès l'année suivante, en 1995, il présente sa première fiction, Yango. Roamba se fait connaître du grand public avec une trilogie de courts métrages de fiction. Il débute cette série avec Garba en 1999, suivi de Mouka en 2000, et conclut avec Source d'histoire en 2003. Ce dernier remporte le prix du meilleur court métrage au Festival panafricain du cinéma et de la télévision de Ouagadougou (FESPACO) en 2003. Adama Roamba, est invité par la Caisse Centrale des Activités Sociales (CCAS) des électriciens et gaziers, participe à un espace consacré au cinéma noir. C'est ainsi que le réalisateur burkinabé prend part pour la première fois au Festival de Cannes en 1999.
Au fil de sa carrière, Adama Roamba produit et réalise plusieurs œuvres notables. En 2005, il réalise Rencontre en ligne, suivi de Humanitaire en 2007, qui obtient le grand prix du meilleur scénario long métrage au FESPACO. La même année, il lance la série télévisée Le Petit Sergent, qui rencontre un vif succès.
Le deuxième long métrage d'Adama Roamba, intitulé La Forêt de Niolo, reçoit le Prix du Meilleur Scénario dans la catégorie des Prix Techniques et Artistiques, avec le soutien de TV5. Ce film fait suite à Le neveu de l'homme fort, sorti en 2015.
En tant que producteur, il produit le court métrage Le Botaniste de la réalisatrice Floriane Zoundi , également sélectionné pour le FESPACO dans la catégorie section Burkina. Le 11 avril 2024, Adama Roamba termine le tournage de sa nouvelle série « CHALLENGE ». La cérémonie de clôture se déroule sur un site de déplacés internes situé dans le quartier Yagma de Ouagadougou.

## Filmographie

### Courts métrages
- Reflet d'une vivacité culturelle (1994)
- Yango (1995)
- Garba (1999)
- Loufti (1999)
- Mouka (2000)
- Source d'histoire (2003)
- Rencontre en ligne (2005)[10]
- Humanitaire (2007)

### Longs métrages
- Source d'histoire (2006)
- Cours commune – Partie 1 (2010)
- Cours commune – Partie 2 (La gifle) (2010)
- Cours commune – Partie 3 (2010)
- 2015: Le neveu de l'homme fort (2015)[11]
- Élections coutcha (2016)
- La forêt de Niolo (2017)

### Séries télévisées
- 2020: Célibatorium IV
- 2016: Du jour au lendemain II
- 2014: Du jour au lendemain I
- 2013: Célibatorium III
- 2012: Célibatorium II
- 2010: Célibatorium I
- 2009: Petit sergent II
- 2007: Petit Sergent I
- Les Chutes de la Foulakari (en développement)[12]
- Le Testament[13]
- Challenge

## Récompenses
- Prix du meilleur court métrage pour Source d'histoire au FESPACO 2003[4]
- Grand prix du meilleur scénario long métrage pour Humanitaire en 2013
- Prix du meilleur scénario dans la catégorie Prix Techniques et Artistiques, La forêt de Niolo, soutenu par TV5, Fespaco 2013